# Rhine
Rhine és una població dels Estats Units a l'estat de Geòrgia. Segons el cens del 2000 tenia 422 habitants.

## Demografia
Segons el cens del 2000, Rhine tenia 422 habitants, 183 habitatges, i 114 famílies. La densitat de població era de 51,9 habitants/km².
Dels 183 habitatges en un 27,3% hi vivien nens de menys de 18 anys, en un 36,6% hi vivien parelles casades, en un 21,3% dones solteres, i en un 37,7% no eren unitats familiars. En el 35% dels habitatges hi vivien persones soles el 18% de les quals corresponia a persones de 65 anys o més que vivien soles. El nombre mitjà de persones vivint en cada habitatge era de 2,31 i el nombre mitjà de persones que vivien en cada família era de 2,95.
Per edats la població es repartia de la següent manera: un 25,8% tenia menys de 18 anys, un 5,9% entre 18 i 24, un 23,9% entre 25 i 44, un 25,4% de 45 a 60 i un 19% 65 anys o més.
L'edat mediana era de 40 anys. Per cada 100 dones de 18 o més anys hi havia 67,4 homes.
La renda mediana per habitatge era de 19.107 $ i la renda mediana per família de 34.750 $. Els homes tenien una renda mediana de 28.281 $ mentre que les dones 21.458 $. La renda per capita de la població era de 14.204 $. Entorn del 16,5% de les famílies i el 24,1% de la població estaven per davall del llindar de pobresa.

## Poblacions més properes
El següent diagrama mostra les poblacions més properes.